# Lorenzo Gicca Palli
Lorenzo Gicca Palli, né en 1929 à Rome (Latium) et mort en 1997 dans la même ville, est un réalisateur et scénariste italien.
Il est également connu sous les noms Vincenzo Gicca ou Vincent Thomas.

## Biographie
Gicca Palli a d'abord étudié le droit et a travaillé dès le début des années 1960 comme scénariste et auteur de scénarios pour de nombreux films de genre à Cinecittà. À partir de 1968, il a également réalisé cinq films, dont le plus connu est le film de pirates comique Le Corsaire noir, avec Terence Hill et Bud Spencer. Sous le pseudonyme de Vincent Thomas, il a également réalisé un film de naziploitation et un western spaghetti.

## Filmographie

### Réalisateur
- 1968 : Giorni di sangue
- 1971 : Le Corsaire noir (Il corsaro nero)
- 1971 : La Vengeance de Dieu (Il venditore di morte)
- 1973 : Décaméron aphrodisiaque (it) (Primo tango a Roma : Storia d'amore e d'alchimia)
- 1976 : Liebes Lager (it)

### Scénariste
- 1964 : Arizona Bill (La strada per Fort Alamo) de Mario Bava
- 1965 : Les Plaisirs dangereux (Una voglia da morire) de Duccio Tessari
- 1965 : Le Défi des géants (La sfida dei giganti) de Maurizio Lucidi
- 1966 : Question d’honneur (Una questione d'onore) de Luigi Zampa
- 1966 : Rapt à Damas (Delitto quasi perfetto) de Mario Camerini
- 1966 : Thompson 1880 de Guido Zurli
- 1966 : È mezzanotte... butta giù il cadavere (it) de Guido Zurli
- 1967 : Calibre 32 (it) (Killer calibro 32) d'Alfonso Brescia
- 1967 : Gardez-vous des filles (Silenzio: Si uccide) de Guido Zurli
- 1968 : Tête de pont pour huit implacables  (Testa di sbarco per otto implacabili) d'Alfonso Brescia
- 1969 : Dans l'enfer des sables (Uccidete Rommel) d'Alfonso Brescia
- 1969 : Les Pistoleros de l'Ouest (La morte sull'alta collina) de Fernando Cerchio
- 1969 : Z comme Zorro (La última aventura del Zorro) de José Luis Merino
- 1970 : Un tueur nommé Luke (La notte dei serpenti) de Giulio Petroni
- 1970 : La Furie des Kyber (La furia dei Khyber) de José Luis Merino
- 1971 : El Zorro de Monterrey (Zorro la maschera della vendetta) de José Luis Merino
- 1972 : Manœuvres criminelles d'un procureur de la République (Il vero e il falso) d'Eriprando Visconti

### Acteur
- 1967 : Gardez-vous des filles (Silenzio: Si uccide) de Guido Zurli